# Merle Haggard

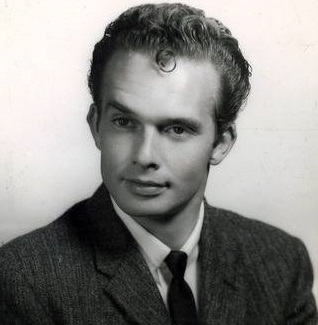
Merle Haggard 1961

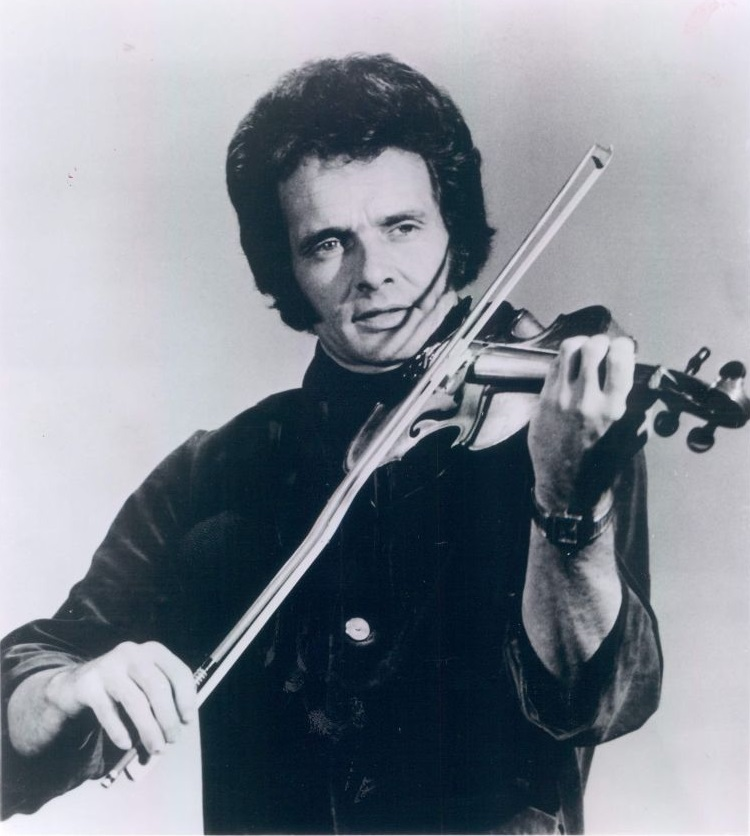
Merle Haggard 1975

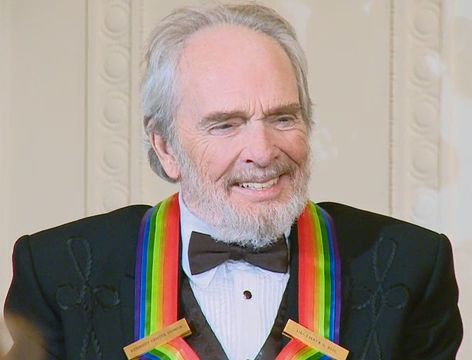
Merle Haggard tilldelas Kennedy Center Honors i Vita huset 2010.

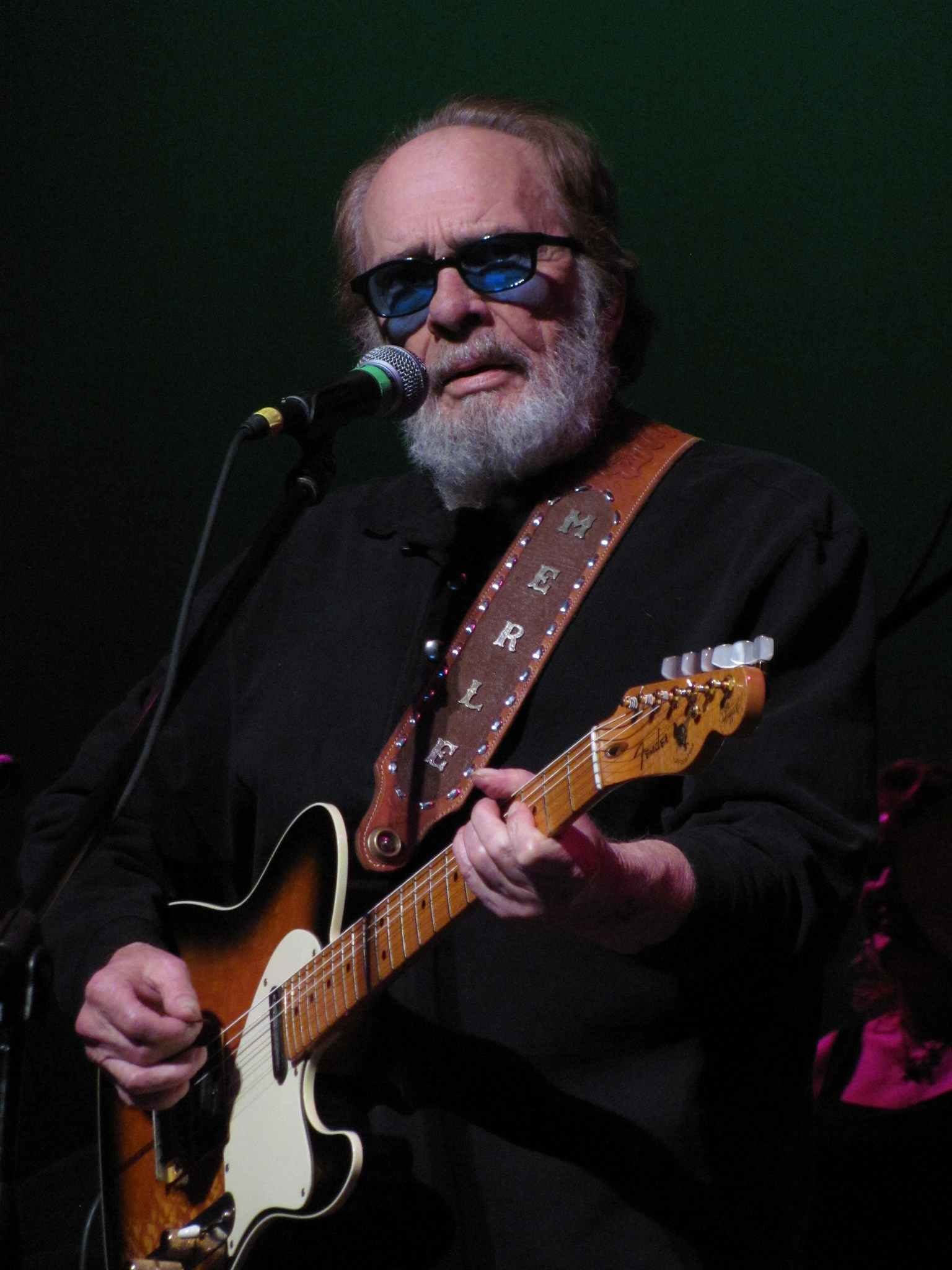
Merle Haggard uppträder i Athens, Georgia februari 2013

Merle Ronald Haggard, född 6 april 1937 i Oildale nära Bakersfield, Kalifornien, död 6 april 2016 i Palo Cedro, Kalifornien, var en amerikansk countrysångare, gitarrist och låtskrivare. Han har skrivit låtar som "Branded Man", "Hungry Eyes", "Okie from Muskogee" och "Working Man Blues". 
Haggard var ungdomsbrottsling och fånge på San Quentin-anstalten där han fick se countrylegendaren Johnny Cash uppträda, vilket inspirerade honom att ta upp en egen musikkarriär. Han slog igenom 1964 med sången "Sing a Sad Song". Han kom att bli en förgrundsfigur inom det  Bakersfield Sound som växte fram under 1960-talet, och senare under 1970-talet inom outlaw country-rörelsen. Totalt har han haft 38 singlar på förstaplatsen på Billboards countrylista.

## I populärkultur
Hello Saferide nämner Merle Haggard i spåret "Nothing Like You (When You're Gone)" på sin debutskiva Introducing...Hello Saferide.

## Diskografi
Album
- 1965 – Strangers
- 1966 – Just Between the Two of Us
- 1966 – Swinging Doors and The Bottle Let Me Down
- 1967 – Branded Man
- 1967 – I'm a Lonesome Fugitive
- 1968 – Legend of Bonnie & Clyde
- 1968 – Mama Tried
- 1968 – Sing Me Back Home
- 1969 – A Portrait of Merle Haggard
- 1969 – Okie from Muskogee
- 1969 – Pride in What I Am
- 1969 – Same Train, Different Time
- 1969 – The Instrumental Sounds of Merle Haggard's Strangers
- 1970 – A Tribute to the Best Damn Fiddle Player in the World (Or My Salute to Bob Wills)
- 1970 – Fightin' Side of Me
- 1970 – Gettin' to Know Merle Haggard's Strangers
- 1970 – Introducing My Friends, the Strangers
- 1971 – Hag
- 1971 – High on a Hilltop
- 1971 – Honky Tonkin'
- 1971 – Sing a Sad Song
- 1971 – Someday We'll Look Back
- 1971 – The Land of Many Churches
- 1972 – It's Not Love (But It's Not Bad)
- 1972 – Let Me Tell You About a Song
- 1973 – A Christmas Present
- 1973 – I Love Dixie Blues... So I Recorded Live in New Orleans
- 1973 – Totally Instrumental... With One Exception
- 1974 – If We Make It through December
- 1974 – Merle Haggard Presents His 30th Album
- 1975 – It's All in the Movies
- 1975 – Keep Movin' On
- 1976 – My Love Affair With Trains
- 1976 – The Roots of My Raising
- 1977 – A Working Man Can't Get Nowhere Today
- 1977 – My Farewell to Elvis
- 1977 – Ramblin' Fever
- 1977 – Walking the Line
- 1978 – Goin' Home for Christmas
- 1978 – I'm Always on a Mountain When I Fall
- 1978 – The Way It Was in '51
- 1979 – Serving 190 Proof
- 1980 – Back to the Barrooms
- 1980 – The Way I Am
- 1981 – Big City
- 1981 – Rainbow Stew: Live at Anaheim Stadium
- 1982 – A Taste of Yesterday's Wine
- 1982 – Going Where the Lonely Go
- 1983 – Heart to Heart
- 1983 – Pancho & Lefty
- 1983 – That's the Way Love Goes
- 1984 – It's All in the Game
- 1985 – Amber Waves of Grain
- 1985 – Kern River
- 1986 – Friend in California
- 1986 – Out Among the Stars
- 1987 – Chill Factor
- 1987 – Seashores of Old Mexico
- 1989 – 5:01 Blues
- 1990 – Blue Jungle
- 1991 – All Night Long
- 1994 – 1994
- 1996 – 1996
- 1999 – Live at Billy Bob's Texas: Motercycle Cowboy
- 2000 – If I Could Only Fly
- 2001 – Cabin in the Hills
- 2001 – Two Old Friends
- 2001 – Roots, Vol. 1
- 2003 – Like Never Before
- 2004 – Live at Billy Bob's Texas: Ol' Country Singer
- 2004 – I Wish I Was Santa Claus
- 2004 – Unforgettable Merle Haggard
- 2004 – Ol' Country Singer
- 2005 – Chicago Wind
- 2006 – Live from Austin, TX
- 2007 – Hag's Christmas
- 2007 – The Bluegrass Sessions
- 2010 – I Am What I Am
- 2011 – Working in Tennessee

## Utmärkelser
Academy of Country Music
- 1965 Top New Male Vocalist
- 1965 Top Vocal Duo (med Bonnie Owens)
- 1966 Top Male Vocalist
- 1967 Top Vocal Duo (med Bonnie Owens)
- 1969 Album of the Year – Okie from Muskogee
- 1969 Single of the Year – Okie from Muskogee
- 1969 Top Vocal Duo (med Bonnie Owens)
- 1970 Entertainer of the Year
- 1970 Top Male Vocalist
- 1972 Top Male Vocalist
- 1974 Top Male Vocalist
- 1981 Top Male Vocalist
- 1982 Song of the Year – Are the Good Times Really Over (I Wish a Buck Was Still Silver)

Country Music Association
- 1970 Album of the Year – Okie from Muskogee
- 1970 Entertainer of the Year
- 1970 Male Vocalist of the Year
- 1970 Single of the Year – Okie from Muskogee
- 1972 Album of the Year – Let Me Tell You About a Song
- 1983 Vocal Duo of the Year (med Willie Nelson)

Country Music Hall of Fame and Museum
- Invald 1994

Grammy Awards
- 1984 – Best Male Country Vocal Performance – That's The Way Love Goes
- 1998 – Best Country Collaboration with Vocals – Same Old Train (med Clint Black, Joe Diffie, Emmylou Harris, Alison Krauss, Patty Loveless, Earl Scruggs, Ricky Skaggs, Marty Stuart, Pam Tillis, Randy Travis, Travis Tritt & Dwight Yoakam)
- 1999 Grammy Hall of Fame Award – Mama Tried

Nashville Songwriters Hall of Fame
- Invald 1977

Kennedy Center Honors
- Invald 2010